# جريمة قتل في الإسطبلات
جريمة قتل في الإسطبلات وقصص أخرى (Murder in the Mews and Other Stories) هي مجموعة قصص لأجاثا كريستي وجميعها لبوارو ونُشرت لأول مرة في 15 مارس 1937
والقصص هي:
1. جريمة في الإسطبلات
2. المثلث في رودس
3. السرقة المدهشة
4. مرآة الرجل الميت

## نبذة قصيرة

### جريمة في الإسطبلات (Murder in the Mews)
في وقت الاحتفالات وفي أمسية جميلة حيث لا يخطر على بال أحد أنها ستكون ليلة اُرتُكبت فيها جريمة غامضة ما الدوافع وما السر وراء الأمور الغريبة التي وجدت في مسرح الجريمة؟!

### المثلث في رودس (Triangle at Rhodes)
هناك من يقول أن للبشر أنماط متشابهة، وأيضًا يقال إذا ما تورط ثلاثة أشخاص بالحب، فإن هذا هو «مثلث الحب» بوارو يرى ذاك المثلث بوضوح في البداية ولكن ما هو أغرب أن ذاك المثلث كان من زاوية مختلفة تمامًا عمَّا هو عليه في الحقيقة

### السرقة المدهشة (The Incredible Theft)
يتلقى بوارو اتصال مجهول وطلبًا للقاء، بوارو يرى أن الاتصالات مجهولة المصدر مثيرة للاهتمام. تُرى هل سيرضي ذاك الاتصال طموح بوارو؟!

### مرآة الرجل الميت (Dead Man's Mirror)
الرجل البغيض الذي نافس بوارو في المزاد للحصول على مرآة عتيقة قد قُتل بعد أن طلب مساعدة بوارو للنظر في معاملات شريك أعماله

## الترجمة العربية
اصدرت ترجمة عربية كاملة للمجموعة تحت عنوان جريمة قتل في الإسطبلات من مكتبة جرير.

### Dead Man's Mirror
- سر القصر الكبير – ترجمة عمر عبد العزيز أمين – دار ميوزيك للطبع والنشر. وتحمل الرواية الرقم (50) ضمن السلسلة.[1]
- ايضاً قام الاديب الراحل عمر عبد العزيز أمين بترجمتها ونشرت مع مجموعة قصص أخرى في المجموعة القصصية «وجه من الماضي» اصدرت من دار ميوزيك للطبع والنشر. وتحمل المجموعة الرقم (93) ضمن السلسلة.[2]
- شرخ في المرآة – ترجمة عبد المنعم جلال وإعداد عمرو يوسف، ونشرت بالتعاون بين مكتبة معروف ومكتبة الإسكندرية للنشر والتوزيع.[3] (هناك رواية أخرى أغاثا كريستي تحمل نفس الأسم)

### Triangle at Rhodes
- ترجم تحت عنوان «جريمة على الشاطئ» ونشرت مع مجموعة قصص أخرى معنونة ب «الضحية العاشرة وقصص أخرى»، المكتبة الثقافية لبنان بيروت.[4]